# Лаборатория
Лаборатория (средн. лат. laboratorium, от laboro «работаю») — оборудованное помещение, приспособленное для научных опытов и исследований: химических, физических, технических, механических, физиологических, психологических и других. Часто лаборатории работают при высших учебных заведениях, заводах, аптеках и других организациях. Опытно-промышленные участки,  находящиеся при металлургическом, обогатительном и ином производстве, не аккредитованные на проведение испытаний продукции не относятся к разряду лабораторий.

## Общие сведения
В различных областях знания требуется проводить различные эксперименты, и поэтому виды лабораторий сильно различаются. Например, в физической лаборатории может быть ускоритель частиц или вакуумная камера, а в металлургической — устройства для заготовки или очистки металлов. Психологическая лаборатория, например, может представлять собой комнаты с односторонними зеркалами или камерами для наблюдения за испытуемыми. Так или иначе, лаборатории — места, где для специалистов созданы подходящие условия для проведения экспериментов.

## История
Первая известная лаборатория в мире была домашней лабораторией Пифагора, жившего в 6 веке до н.э.. В ней он проводил эксперименты, связанные со звуком и с вибрациями струн.
В 16 веке н.э. стали появляться алхимические лаборатории. В 2002 году одна из таких лабораторий была обнаружена под землёй в Праге, причём считается, что её хозяином был император Священной Римской Империи Рудольф II. На данный момент в ней работает музей.

## Типы лабораторий
Санитарная лаборатория (аналитические или санитарные станции) — учреждение, занимающееся исследованием съестных продуктов, вкусовых веществ и других предметов потребления, для определения их доброкачественности в санитарном отношении. В России первые санитарные лаборатории появились в начале 1890-х годов; устраиваются, главным образом, городскими общественными управлениями. Заведование санитарными или контрольными станциями находится в руках фармацевтов или химиков.
Летающая лаборатория — самолёт или иной летательный аппарат, на котором в условиях реального полёта отрабатываются элементы конструкции, двигатели, приборное оборудование и др. (см., например, Ту-142ЛЛ, воздушная лаборатория «Оптик» на базе Ту-134).
Испытательная лаборатория (испытательный центр) — лаборатория, аккредитованная на проведение испытаний продукции в одной из действующих систем сертификации в соответствии со своей областью аккредитации. Правила аккредитации испытательных лабораторий в Российской Федерации регламентирует федеральный закон от 27 декабря 2002 г. N 184-ФЗ «О техническом регулировании».

## Меры предосторожности
Некоторые виды лабораторных экспериментов потенциально могут быть опасными. В химических и биологических лабораториях иногда работают с токсичными веществами или опасными бактериями; в других случаях это могут быть огне- или взрывоопасные или радиоактивные вещества. Наконец, иногда возможно воздействие высоких температур, сильных магнитных полей или электрического тока. Чтобы снизить риски травм и других подтверждений, существует техника безопасности при работе в лаборатории, а в некоторых случаях используются средства индивидуальной защиты.